# ریگان چارلز کوک
ریگان چارلز کوک (انگلیسی: Regan Charles-Cook؛ زادهٔ ۱۴ فوریهٔ ۱۹۹۷) بازیکن فوتبال اهل بریتانیا است.
از باشگاه‌هایی که در آن بازی کرده‌است می‌توان به باشگاه فوتبال چارلتون اتلتیک اشاره کرد.
وی همچنین در تیم ملی فوتبال گرنادا بازی کرده‌است.